# Pål Varhaug
Pål Varhaug (ur. 26 stycznia 1991 roku w Stavanger) – norweski kierowca wyścigowy.

## Życiorys

### Formuła Renault
Karierę rozpoczął od kartingu. Po jej zakończeniu, zaangażował się w wyścigi single-seaterów (pojazdy o otwartym nadwoziu), debiutując w 2007 roku w Północnoeuropejskim, Szwajcarskim oraz Włoskim Pucharze Formuły Renault. W kolejnym sezonie kontynuował starty we włoskiej edycji oraz zaangażował się w europejski cykl. W pierwszej z nich sięgnął po tytuł mistrzowski. W drugiej z kolei nie należał do czołówki i ostatecznie zmagania zakończył dopiero na 15. pozycji.

### Formuła Master
W roku 2009 awansował do Międzynarodowej Formuły Master. Będąc sklasyfikowanym pięciokrotnie na podium, sezon ukończył na 5. pozycji.

### Seria GP3 (2010)
Na sezon 2010 zaangażował się w nowo utworzoną serię GP3. Ponownie jego zespołem była szwajcarska ekipa Jenzer Motorsport. Jedno zwycięstwo dało mu 10 punktów i 13 lokatę w klasyfikacji mistrzostw.

### Seria GP2
W sezonie 2011 był kierowcą zespołu DAMS w serii GP2. Wziął udział we wszystkich wyścigach, lecz ani raz nie zapunktował. Do serii tej powrócił w 2013 roku, kiedy to wystartował w dwóch pierwszych rundach w bolidzie Hilmer Motorsport.
W 2013 roku Norweg wystartował w pierwszych czterech wyścigach Serii GP2 z niemiecką ekipą Hilmer Motorsport. Nie zdobywał jednak punktów. Został sklasyfikowany na 31 pozycji w klasyfikacji generalnej.

### AutoGP
W  sezonie 2012 był kierowcą Virtuosi UK w Auto GP World Series. Dzięki zwycięstwom w trzech wyścigach uplasował się na drugim miejscu w klasyfikacji końcowej.
Trzy lata później zaliczył występ na torze Autodromo Enzo e Dino Ferrari. W pierwszym wyścigu był czwarty, a w drugim uplasował się na trzecim stopniu podium Uzbierał łącznie 24 punkty. Dało mu to piętnaste miejsce w końcowej klasyfikacji kierowców.

### Seria GP3 (2014-2015)
W sezonie 2014 Norweg dołączył do ekipy Jenzer Motorsport w serii GP3. Wystartował łącznie w osiemnastu wyścigach, spośród których trzykrotnie zdobywał punkty. Uzbierał łącznie dwanaście punktów, które zapewniły mu siedemnaste miejsce w końcowej klasyfikacji kierowców. 
W trzecim roku współpracy ze szwajcarską ekipą zdobył najmniej, bo tylko pięć punktów do klasyfikacji generalnej. Norweg trzykrotnie meldował się w czołowej dziewiątce, najwyższa pozycję osiągając sprincie na węgierskim Hungaroringu. Na koniec sezonu również odnotował najsłabszą lokatę - był dziewiętnasty.

## Wyniki

### GP2
| Legenda oznaczeń w tabelach wyników Wyświetl szablon na nowej stronie | Legenda oznaczeń w tabelach wyników Wyświetl szablon na nowej stronie                                                                     |
| Oznaczenie                                                            | Wyjaśnienie |
| --------------------------------------------------------------------- | --- |
| Złoty                                                                 | Zwycięzca lub mistrzostwo |
| Srebrny                                                               | 2. miejsce lub wicemistrzostwo |
| Brązowy                                                               | 3. miejsce lub II wicemistrzostwo |
| Zielony                                                               | Ukończył, punktował (w klasyfikacji generalnej, gdy zdobył co najmniej jeden punkt na przestrzeni sezonu, poza trzema powyższymi opcjami) |
| Niebieski                                                             | Ukończył, nie punktował (w klasyfikacji generalnej, gdy nie zdobył co najmniej jednego punktu na przestrzeni sezonu)                      |
| Czerwony                                                              | Nie zakwalifikował się (NZ) |
| Czerwony                                                              | Nie prekwalifikował się (NPK) |
| Różowy                                                                | Nie ukończył (NU) |
| Różowy                                                                | Niesklasyfikowany (NS) (w klasyfikacji generalnej, gdy nie został sklasyfikowany w żadnym wyścigu sezonu)                                 |
| Czarny                                                                | Zdyskwalifikowany (DK) |
| Czarny                                                                | Wykluczony (WYK/EX) |
| Biały                                                                 | Nie wystartował (NW) |
| Biały                                                                 | Kontuzjowany (K/INJ) |
| Biały                                                                 | Wyścig odwołany (OD/C) |
| Bez koloru                                                            | Został wycofany (WYC/WD) |
| Bez koloru                                                            | Nie przybył (NP/DNA) |
| Bez koloru                                                            | Nie brał udziału w treningach (NT/DNP) |
| Bez koloru                                                            | Nie został zgłoszony (–) |
| Pogrubienie                                                           | Start z pole position |
| Kursywa                                                               | Najszybsze okrążenie wyścigu |
| †                                                                     | Nie ukończył, ale jego rezultat został zaliczony ze względu na przejechanie więcej niż 90% dystansu wyścigu.                              |
| *                                                                     | Sezon w trakcie |
| 1/2/3                                                                 | Punktowana pozycja w sprincie kwalifikacyjnym                                                                                             |
| Lista systemów punktacji Formuły 1                                    | |

| Rok  | Zespół            | Wyniki w poszczególnych eliminacjach | Wyniki w poszczególnych eliminacjach | Wyniki w poszczególnych eliminacjach | Wyniki w poszczególnych eliminacjach | Wyniki w poszczególnych eliminacjach | Wyniki w poszczególnych eliminacjach | Wyniki w poszczególnych eliminacjach | Wyniki w poszczególnych eliminacjach | Wyniki w poszczególnych eliminacjach | Wyniki w poszczególnych eliminacjach | Wyniki w poszczególnych eliminacjach | Wyniki w poszczególnych eliminacjach | Wyniki w poszczególnych eliminacjach | Wyniki w poszczególnych eliminacjach | Wyniki w poszczególnych eliminacjach | Wyniki w poszczególnych eliminacjach | Wyniki w poszczególnych eliminacjach | Wyniki w poszczególnych eliminacjach | Wyniki w poszczególnych eliminacjach | Wyniki w poszczególnych eliminacjach | Wyniki w poszczególnych eliminacjach | Wyniki w poszczególnych eliminacjach | Punkty | Pozycja |
| ---- | ----------------- | ------------------------------------ | ------------------------------------ | ------------------------------------ | ------------------------------------ | ------------------------------------ | ------------------------------------ | ------------------------------------ | ------------------------------------ | ------------------------------------ | ------------------------------------ | ------------------------------------ | ------------------------------------ | ------------------------------------ | ------------------------------------ | ------------------------------------ | ------------------------------------ | ------------------------------------ | ------------------------------------ | ------------------------------------ | ------------------------------------ | ------------------------------------ | ------------------------------------ | ------ | ------- |
| 2011 | DAMS              | TUR                                  | TUR                                  | ESP                                  | ESP                                  | MON                                  | MON                                  | VAL                                  | VAL                                  | GBR                                  | GBR                                  | DEU                                  | DEU                                  | HUN                                  | HUN                                  | BEL                                  | BEL                                  | ITA                                  | ITA                                  |                                      |                                      |                                      |                                      | 0      | 23      |
| 2011 | DAMS              | 18                                   | 21                                   | 15                                   | 8                                    | NU                                   | 21                                   | 13                                   | 10                                   | 17                                   | 23                                   | NU                                   | 17                                   | 13                                   | NU                                   | 13                                   | 18                                   | 11                                   | 10                                   |                                      |                                      |                                      |                                      | 0      | 23      |
| 2013 | Hilmer Motorsport | MAL                                  | MAL                                  | BHR                                  | BHR                                  | ESP                                  | ESP                                  | MON                                  | MON                                  | GBR                                  | GBR                                  | DEU                                  | DEU                                  | HUN                                  | HUN                                  | BEL                                  | BEL                                  | ITA                                  | ITA                                  | SIN                                  | SIN                                  | ARE                                  | ARE                                  | 0      | 31      |
| 2013 | Hilmer Motorsport | 15                                   | 19                                   | NU                                   | 21                                   | -                                    | -                                    | -                                    | -                                    | -                                    | -                                    | -                                    | -                                    | -                                    | -                                    | -                                    | -                                    | -                                    | -                                    | -                                    | -                                    | -                                    | -                                    | 0      | 31      |

### Azjatycka Seria GP2
| Legenda oznaczeń w tabelach wyników Wyświetl szablon na nowej stronie | Legenda oznaczeń w tabelach wyników Wyświetl szablon na nowej stronie                                                                     |
| Oznaczenie                                                            | Wyjaśnienie |
| --------------------------------------------------------------------- | --- |
| Złoty                                                                 | Zwycięzca lub mistrzostwo |
| Srebrny                                                               | 2. miejsce lub wicemistrzostwo |
| Brązowy                                                               | 3. miejsce lub II wicemistrzostwo |
| Zielony                                                               | Ukończył, punktował (w klasyfikacji generalnej, gdy zdobył co najmniej jeden punkt na przestrzeni sezonu, poza trzema powyższymi opcjami) |
| Niebieski                                                             | Ukończył, nie punktował (w klasyfikacji generalnej, gdy nie zdobył co najmniej jednego punktu na przestrzeni sezonu)                      |
| Czerwony                                                              | Nie zakwalifikował się (NZ) |
| Czerwony                                                              | Nie prekwalifikował się (NPK) |
| Różowy                                                                | Nie ukończył (NU) |
| Różowy                                                                | Niesklasyfikowany (NS) (w klasyfikacji generalnej, gdy nie został sklasyfikowany w żadnym wyścigu sezonu)                                 |
| Czarny                                                                | Zdyskwalifikowany (DK) |
| Czarny                                                                | Wykluczony (WYK/EX) |
| Biały                                                                 | Nie wystartował (NW) |
| Biały                                                                 | Kontuzjowany (K/INJ) |
| Biały                                                                 | Wyścig odwołany (OD/C) |
| Bez koloru                                                            | Został wycofany (WYC/WD) |
| Bez koloru                                                            | Nie przybył (NP/DNA) |
| Bez koloru                                                            | Nie brał udziału w treningach (NT/DNP) |
| Bez koloru                                                            | Nie został zgłoszony (–) |
| Pogrubienie                                                           | Start z pole position |
| Kursywa                                                               | Najszybsze okrążenie wyścigu |
| †                                                                     | Nie ukończył, ale jego rezultat został zaliczony ze względu na przejechanie więcej niż 90% dystansu wyścigu.                              |
| *                                                                     | Sezon w trakcie |
| 1/2/3                                                                 | Punktowana pozycja w sprincie kwalifikacyjnym                                                                                             |
| Lista systemów punktacji Formuły 1                                    | |

| Rok  | Zespół | Wyniki w eliminacjach | Wyniki w eliminacjach | Wyniki w eliminacjach | Wyniki w eliminacjach | Punkty | Pozycja |
| ---- | ------ | --------------------- | --------------------- | --------------------- | --------------------- | ------ | ------- |
| 2011 | DAMS   | ARE                   | ARE                   | ITA                   | ITA                   | 1      | 13      |
| 2011 | DAMS   | NU                    | 20                    | 13                    | 6                     | 1      | 13      |

### GP3
| Legenda oznaczeń w tabelach wyników Wyświetl szablon na nowej stronie | Legenda oznaczeń w tabelach wyników Wyświetl szablon na nowej stronie                                                                     |
| Oznaczenie                                                            | Wyjaśnienie |
| --------------------------------------------------------------------- | --- |
| Złoty                                                                 | Zwycięzca lub mistrzostwo |
| Srebrny                                                               | 2. miejsce lub wicemistrzostwo |
| Brązowy                                                               | 3. miejsce lub II wicemistrzostwo |
| Zielony                                                               | Ukończył, punktował (w klasyfikacji generalnej, gdy zdobył co najmniej jeden punkt na przestrzeni sezonu, poza trzema powyższymi opcjami) |
| Niebieski                                                             | Ukończył, nie punktował (w klasyfikacji generalnej, gdy nie zdobył co najmniej jednego punktu na przestrzeni sezonu)                      |
| Czerwony                                                              | Nie zakwalifikował się (NZ) |
| Czerwony                                                              | Nie prekwalifikował się (NPK) |
| Różowy                                                                | Nie ukończył (NU) |
| Różowy                                                                | Niesklasyfikowany (NS) (w klasyfikacji generalnej, gdy nie został sklasyfikowany w żadnym wyścigu sezonu)                                 |
| Czarny                                                                | Zdyskwalifikowany (DK) |
| Czarny                                                                | Wykluczony (WYK/EX) |
| Biały                                                                 | Nie wystartował (NW) |
| Biały                                                                 | Kontuzjowany (K/INJ) |
| Biały                                                                 | Wyścig odwołany (OD/C) |
| Bez koloru                                                            | Został wycofany (WYC/WD) |
| Bez koloru                                                            | Nie przybył (NP/DNA) |
| Bez koloru                                                            | Nie brał udziału w treningach (NT/DNP) |
| Bez koloru                                                            | Nie został zgłoszony (–) |
| Pogrubienie                                                           | Start z pole position |
| Kursywa                                                               | Najszybsze okrążenie wyścigu |
| †                                                                     | Nie ukończył, ale jego rezultat został zaliczony ze względu na przejechanie więcej niż 90% dystansu wyścigu.                              |
| *                                                                     | Sezon w trakcie |
| 1/2/3                                                                 | Punktowana pozycja w sprincie kwalifikacyjnym                                                                                             |
| Lista systemów punktacji Formuły 1                                    | |

| Rok  | Zespół            | Wyniki w poszczególnych eliminacjach | Wyniki w poszczególnych eliminacjach | Wyniki w poszczególnych eliminacjach | Wyniki w poszczególnych eliminacjach | Wyniki w poszczególnych eliminacjach | Wyniki w poszczególnych eliminacjach | Wyniki w poszczególnych eliminacjach | Wyniki w poszczególnych eliminacjach | Wyniki w poszczególnych eliminacjach | Wyniki w poszczególnych eliminacjach | Wyniki w poszczególnych eliminacjach | Wyniki w poszczególnych eliminacjach | Wyniki w poszczególnych eliminacjach | Wyniki w poszczególnych eliminacjach | Wyniki w poszczególnych eliminacjach | Wyniki w poszczególnych eliminacjach | Wyniki w poszczególnych eliminacjach | Wyniki w poszczególnych eliminacjach | Punkty | Pozycja |
| ---- | ----------------- | ------------------------------------ | ------------------------------------ | ------------------------------------ | ------------------------------------ | ------------------------------------ | ------------------------------------ | ------------------------------------ | ------------------------------------ | ------------------------------------ | ------------------------------------ | ------------------------------------ | ------------------------------------ | ------------------------------------ | ------------------------------------ | ------------------------------------ | ------------------------------------ | ------------------------------------ | ------------------------------------ | ------ | ------- |
| 2010 | Jenzer Motorsport | ESP                                  | ESP                                  | TUR                                  | TUR                                  | VAL                                  | VAL                                  | GBR                                  | GBR                                  | DEU                                  | DEU                                  | HUN                                  | HUN                                  | BEL                                  | BEL                                  | ITA                                  | ITA                                  |                                      |                                      | 10     | 13      |
| 2010 | Jenzer Motorsport | 1                                    | NU                                   | 15                                   | 18                                   | 11                                   | 8                                    | 14                                   | 9                                    | 12                                   | NU                                   | 17                                   | 23                                   | 15                                   | 17                                   | 14                                   | 19                                   |                                      |                                      | 10     | 13      |
| 2014 | Jenzer Motorsport | ESP                                  | ESP                                  | AUT                                  | AUT                                  | GBR                                  | GBR                                  | DEU                                  | DEU                                  | HUN                                  | HUN                                  | BEL                                  | BEL                                  | ITA                                  | ITA                                  | RUS                                  | RUS                                  | ARE                                  | ARE                                  | 12     | 17      |
| 2014 | Jenzer Motorsport | 12                                   | NU                                   | 13                                   | 9                                    | 11                                   | NU                                   | 19                                   | NU                                   | 21                                   | 14                                   | 5                                    | 8                                    | NU                                   | 11                                   | 10                                   | NU                                   | 14                                   | 9                                    | 12     | 17      |
| 2015 | Jenzer Motorsport | ESP                                  | ESP                                  | AUT                                  | AUT                                  | GBR                                  | GBR                                  | HUN                                  | HUN                                  | BEL                                  | BEL                                  | ITA                                  | ITA                                  | RUS                                  | RUS                                  | BHR                                  | BHR                                  | ARE                                  | ARE                                  | 5      | 19      |
| 2015 | Jenzer Motorsport | 21                                   | 18                                   | 11                                   | NW                                   | 16                                   | 19                                   | 9                                    | 7                                    | NU                                   | 10                                   | NU                                   | 14                                   | NU                                   | 14                                   | NU                                   | NU                                   | 11                                   | 8                                    | 5      | 19      |

### Podsumowanie
| Sezon | Seria                                         | Zespół            | Wyścigi | Zwycięstwa | pole position | NO | Podium | Punkty | Pozycja |
| ----- | --------------------------------------------- | ----------------- | ------- | ---------- | ------------- | -- | ------ | ------ | ------- |
| 2007  | Szwajcarska Formuła Renault                   | Jenzer Motorsport | 12      | 4          | 3             | 1  | 7      | 232    | 2       |
| 2007  | Włoska Formuła Renault                        | Jenzer Motorsport | 2       | 0          | 0             | 0  | 0      | 0      | 49      |
| 2007  | Północnoeuropejski Puchar Formuły Renault 2.0 | Jenzer Motorsport | 2       | 0          | 0             | 0  | 0      | 16     | 39      |
| 2008  | Europejski Puchar Formuły Renault 2.0         | Jenzer Motorsport | 14      | 0          | 0             | 0  | 0      | 17     | 14      |
| 2008  | Włoska Formuła Renault                        | Jenzer Motorsport | 12      | 3          | 3             | 1  | 6      | 330    | 1       |
| 2009  | Międzynarodowa Formuła Master                 | Jenzer Motorsport | 16      | 0          | 1             | 0  | 5      | 49     | 5       |
| 2010  | Seria GP3                                     | Jenzer Motorsport | 16      | 1          | 0             | 0  | 1      | 10     | 13      |
| 2011  | Seria GP2                                     | DAMS              | 18      | 0          | 0             | 0  | 0      | 0      | 23      |
| 2011  | Auto GP                                       | DAMS              | 4       | 0          | 0             | 0  | 0      | 1      | 13      |
| 2012  | Auto GP World Series                          | Virtuosi UK       | 14      | 3          | 0             | 1  | 8      | 183    | 2       |
| 2013  | Seria GP2                                     | Hilmer Motorsport | 4       | 0          | 0             | 0  | 0      | 0      | 31      |
| 2014  | Seria GP3                                     | Jenzer Motorsport | 18      | 0          | 0             | 0  | 0      | 12     | 17      |
| 2014  | Auto GP World Series                          | Virtuosi UK       | 2       | 0          | 0             | 0  | 1      | 24     | 15      |
| 2015  | Seria GP3                                     | Jenzer Motorsport | 18      | 0          | 0             | 0  | 0      | 5      | 19      |